# 朱鲁华
朱鲁华（？—），男，中国网络空间安全逆向分析专家，中国人民解放军61212部队研究员，中国科学院院士。